# Epiphragma pendleburyi
Epiphragma pendleburyi är en tvåvingeart som beskrevs av Edwards 1928. Epiphragma pendleburyi ingår i släktet Epiphragma och familjen småharkrankar. Inga underarter finns listade i Catalogue of Life.